# Ardakan
Ardakan (Perzisch: اردكان), ook gespeld als Ardekān is een stad in de Iraanse provincie Yazd. In 2006 telde Ardakan 51.349 inwoners. Ardakan is de op een na grootste stad van de provincie en werd gesticht in de 12e eeuw.
Het woord Ardakan betekent in het Perzisch heilige plaats. De stad heeft een aantal historische moskeeën. Ook is Ardakan een van de centra van het Zoroastrisme in Iran.

## Geboren in Ardakan
- Mohammad Khatami (1943), president van Iran (1997-2005)